# Nekrolog 1905
Nekrolog
◄◄
| ◄
| 1901
| 1902
| 1903
| 1904
| 1905 | 1906 | 1907 | 1908 | 1909 | ► | ►►
1. Quartal |
2. Quartal |
3. Quartal |
4. Quartal 
Weitere Ereignisse | Allgemeiner Nekrolog 1905
Die Beschreibung der verstorbenen Person sollte so kurz wie möglich gehalten sein und nur deren signifikante Tätigkeit(en) enthalten.
Neue Namen ggf. auch unter dem Geburts- und Sterbedatum, also etwa unter 1. Januar und im Geburts- und Sterbejahr (2024) eintragen (nur bei entsprechender großer Wichtigkeit). Für Beispiele siehe die schon vorhandenen Artikel.
Außerdem über die fünf zuletzt Verstorbenen, zu denen es einen ausreichend guten Artikel für eine Präsentation auf der Hauptseite gibt, nach der todesbedingten Überarbeitung der Artikel ggf. auch unter Wikipedia Diskussion:Hauptseite informieren und sie am besten auch in den anderen Wikipedia-Sprachversionen eintragen. Tipp: Regelmäßig bei news.google.de nach „ist tot“, „gestorben“ oder „verstorben“ suchen.
Wenn eine Person gestorben ist, gibt es viele Seiten zu dieser Person in der Wikipedia, die davon auch betroffen sind und entsprechend aktualisiert werden müssen. Beispiele: Namenübersichtsseite, Geburtsjahr, Geburtsort-Seiten und viele mehr.
Wie finde ich die betroffenen Seiten?
Im Suchfeld auf der linken Seite gibt man den Suchbegriff so ein: „Vorname Nachname“. Dann klickt man auf Volltext und alle Seiten mit entsprechendem Suchtext werden aufgerufen. Hier sieht man dann schnell, wo auch das Todesjahr Sinn macht oder sogar ein Teil des Artikels angepasst werden muss. Auch hilft das „Werkzeug“ auf der linken Seite sehr gut, um solche Seiten aufzufinden: „Links auf diese Seite“. Somit ist die Wikipedia wieder aktuell in allen Bereichen! Hinweis: bei Eintragung der Kategorie „Gestorben JAHR“ wird der Missbrauchsfilter 49 ausgelöst, was jedoch nicht schlimm ist. Siehe: Spezial:Missbrauchsfilter/49
Dies ist eine Liste von im Jahr 1905 verstorbenen bekannten Persönlichkeiten. Die Einträge erfolgen innerhalb der einzelnen Daten alphabetisch sortiert. Tiere sind im Nekrolog für Tiere zu finden.
Die Liste ist nach Quartalen aufgeteilt:
- Nekrolog 1. Quartal 1905: Januar, Februar und März
- Nekrolog 2. Quartal 1905: April, Mai und Juni
- Nekrolog 3. Quartal 1905: Juli, August und September
- Nekrolog 4. Quartal 1905: Oktober, November und Dezember

## Datum unbekannt
| Tag | Name                        | Beruf, bekannt als                                                                                       | Alter | Beleg |
| --- | --------------------------- | --- | ----- | ----- |
|     | Jean-Pierre Alibert         | französischer Kaufmann, Pelzhändler und Mineraloge                                                       |       |       |
|     | Alois Barbist               | deutscher Baumeister und Architekt                                                                       |       |       |
|     | Nelson Homer Barbour        | US-amerikanischer Prediger, Gründer der Age to Come Adventists                                           |       |       |
|     | Theodor Heinrich Behrens    | deutscher Chemiker                                                                                       |       |       |
|     | Wilhelm Bergner             | deutscher Industrieller, Gründer der Eisengießerei und Maschinenfabrik Bergner & Nordenberg in Bergedorf |       |       |
|     | Siegfried Bing              | deutsch-französischer Kunstsammler und -händler                                                          |       |       |
|     | Fritz Brandt                | deutscher Landschaftsmaler                                                                               |       |       |
|     | Charles Champigneulle       | französischer Glasmaler                                                                                  |       |       |
|     | Deen Dayal                  | Hoffotograf in Hyderabad                                                                                 |       |       |
|     | Federico Delpino            | italienischer Botaniker                                                                                  |       |       |
|     | Jules Desgoffe              | Maler |       |       |
|     | Arnold Dumelin              | Schweizer Kaufmann und Schweizer Generalkonsul in Japan                                                  |       |       |
|     | Heinrich Georg Erbshäuser   | Münchner Konditor und der Erfinder der Prinzregententorte                                                |       |       |
|     | Niels Christian Frederiksen | dänischer Nationalökonom                                                                                 |       |       |
|     | Friedrich Gärtner           | deutscher Architektur- und Landschaftsmaler                                                              |       |       |
|     | Helene Gerl                 | Sängerin                                                                                                 |       |       |
|     | Pierre Eugène Grandsire     | französischer Maler                                                                                      |       |       |
|     | Richard Hagen               | deutscher Theaterschauspieler und -leiter                                                                |       |       |
|     | Christiane Hagenbeck        | deutsche Vogelhändlerin                                                                                  |       |       |
|     | Otto Harlan                 | deutscher Landwirt, Bankier und Konsul                                                                   |       |       |
|     | Otto Hattendorf             | Oberbürgermeister in Celle                                                                               |       |       |
|     | Carl Helvig                 | deutscher Zeichner, Lithograph, Maler und Fotograf                                                       | 75    |       |
|     | Mathilde Hitzfeld           | pfälzische Freischärlerin                                                                                |       |       |
|     | Dietrich Holzach            | Schweizer Unternehmer                                                                                    |       |       |
|     | Todor Iwantschow            | bulgarischer Politiker und Ministerpräsident                                                             |       |       |
|     | Carl Koch                   | deutscher Genre- und Historienmaler sowie Illustrator                                                    |       |       |
|     | Rudolf Krziwanek            | österreichischer Hof-Fotograf                                                                            |       |       |
|     | Julius Lott                 | österreichischer Offizier, Eisenbahner und Interlinguist                                                 |       |       |
|     | Charles Carleton Massey     | britischer Rechtsanwalt und Theosoph                                                                     |       |       |
|     | Rudolf Meinecke             | deutscher Verwaltungsjurist und Finanzstaatssekretär                                                     |       |       |
|     | Vincenzo Micheli            | italienischer Architekt des Historismus                                                                  |       |       |
|     | Emil von der Osten          | deutscher Theaterschauspieler und Schriftsteller                                                         |       |       |
|     | Gustav Klamroth             | deutscher Wirtschaftsführer                                                                              |       |       |
|     | Oyadomari Kōkan             | okinawaischer Kampfkunstmeister des Karate und Kobudo                                                    |       |       |
|     | Willy Peters                | deutscher Theaterschauspieler und Oberregisseur                                                          |       |       |
|     | Amédée Pigeon               | französischer Journalist, Kunstkritiker und Schriftsteller                                               |       |       |
|     | Ferdinand Pochmann          | deutscher Theaterschauspieler und Intendant                                                              |       |       |
|     | Isaac Prager                | liberaler Rabbiner                                                                                       |       |       |
|     | Joseph Puschkin             | deutscher Zeichner und Lithograf                                                                         |       |       |
|     | Edmund Renard               | deutscher Bildhauer                                                                                      |       |       |
|     | Louis Rinn                  | französischer Jurist und Offizier                                                                        |       |       |
|     | Karl Anton Scherer          | deutscher evangelischer Pfarrer, Publizist, Persönlichkeit der Diakonie                                  |       |       |
|     | Gustav Schmitt              | Bezirksamtmann und Regierungsrat                                                                         |       |       |
|     | Franz Joseph Schorn         | deutscher Orgelbauer                                                                                     |       |       |
|     | Martin Sekulić              | kroatischer Hochschullehrer, Professor für Mathematik und Physik                                         |       |       |
|     | Henry Slade                 | US-amerikanischer Trickbetrüger und Scharlatan                                                           |       |       |
|     | Karl Strobach senior        | deutsch-mährischer Ingenieur                                                                             |       |       |
|     | Jean Thibaudin              | französischer General                                                                                    |       |       |
|     | George Vârnav-Liteanu       | rumänischer Diplomat                                                                                     |       |       |
|     | Friedrich Wink              | deutscher Komponist                                                                                      |       |       |
|     | Martin Zaus                 | deutscher Orgelbauer                                                                                     |       |       |